# Embalse del Víboras
El embalse del Víboras es un embalse de almacenamiento construido en el cauce del río Víboras, en la provincia de Jaén, al sur de España. Tiene una capacidad útil de 19,11 hm³, si bien su capacidad total es de 24 hm³.

## Situación
Se encuentra en la comarca de la Sierra Sur de Jaén, junto a la Sierra de la Caracolera, dentro del término municipal de Martos. Pertenece a la Cuenca hidrográfica del Guadalquivir y está gestionado por la Confederación Hidrográfica del Guadalquivir. Junto al pantano se hallan las localidades de Las Casillas y La Carrasca.

## Aprovechamiento y usos
Los usos principales del agua del embalse son de abastecimiento de agua potable (a través de una estación de tratamiento de aguas potables situada en Martos), riego (principalmente de olivar, cultivo dominante en la zona) y pesca deportiva (donde destacan el barbo, la carpa y el black bass). Como aprovechamiento recreativo y turístico es destacable la presencia de zonas arboladas con merenderos y barbacoas, así como un proyecto para construir un embarcadero. Además, el paraje es el escenario de diversas competiciones deportivas.

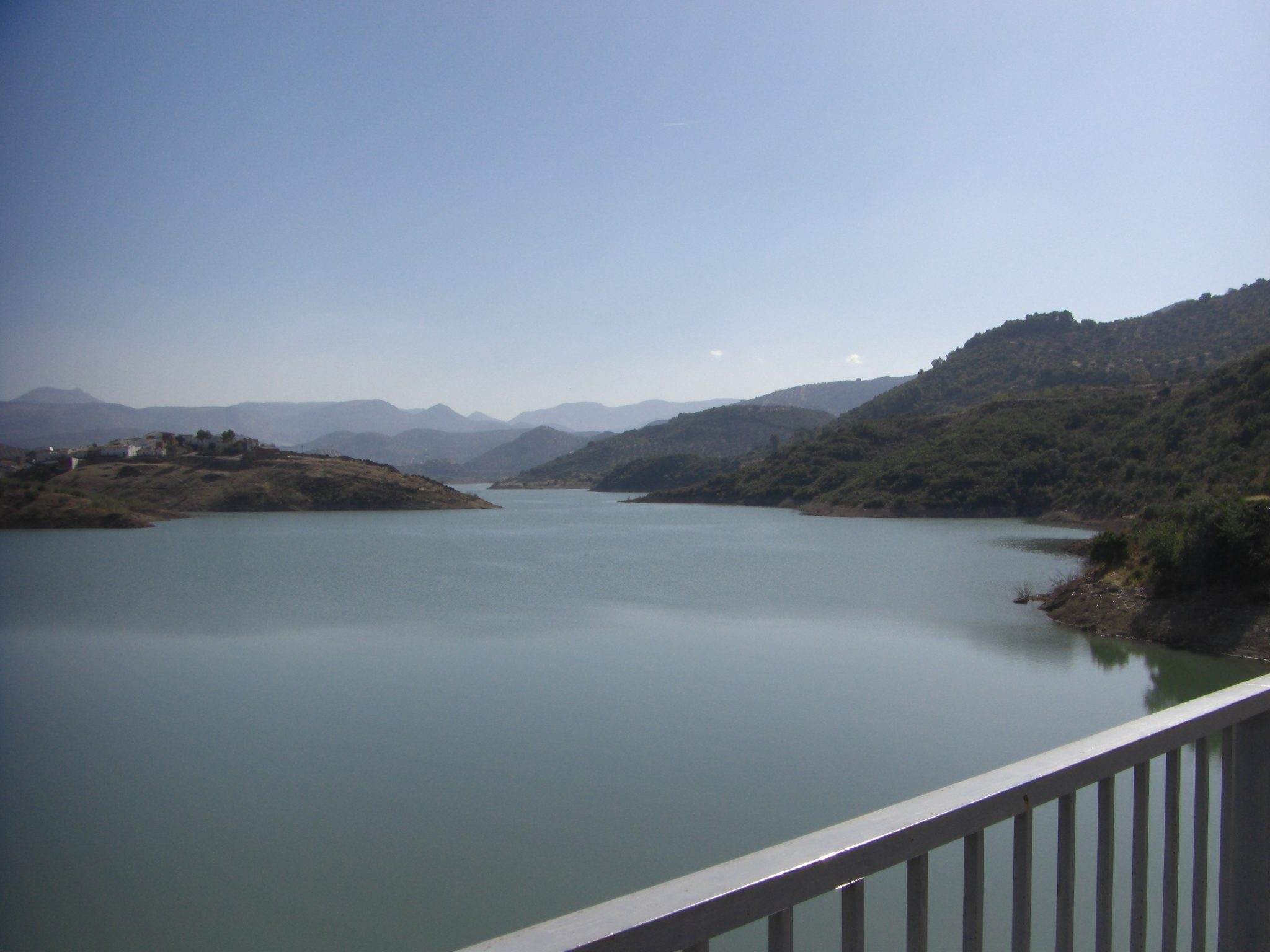
Vista del embalse del Víboras y de la localidad de Las Casillas.

## Sistema Víboras-Quiebrajano
El Sistema Quiebrajano-Víboras representa la infraestructura hidráulica más importante de la provincia de Jaén, ya que dispone y moviliza los recursos hídricos para el abastecimiento de una población próxima a 200.000 personas, residente en la ciudad de Jaén, campiña de Jaén y Córdoba y comarca de Martos. En 2003 se llevaron a cabo las actuaciones que permitieron la interconexión de los subsistemas Quiebrajano y Víboras, por medio de conducciones de gran longitud. El sistema aún hoy día presenta deficiencias para garantizar el abastecimiento de la población, por lo que es objeto de continuas propuestas de mejora y proyectos.